# Kalenderförlaget
Kalenderförlaget är ett bokförlag som bland annat ger ut Taxeringskalendern (innehållande offentliga uppgifter om taxerad inkomst och inkomst av kapital) och Jordbrukskalendern (innehållande offentliga uppgifter om Sveriges jordbruksfastigheter).